# Presidenti della Lettonia
Questo è un elenco dei presidenti della Repubblica di Lettonia dal 1922 ad oggi nei periodi in cui è stata uno Stato indipendente.

## Presidenti della Repubblica (1922-1940)
- 1922-1927 Jānis Čakste
- 1927 Pauls Kalniņš (ad interim)
- 1927-1930 Gustavs Zemgals
- 1930-1936 Alberts Kviesis
- 1936-1940 Kārlis Ulmanis

## Presidenti della Repubblica (1991-)

### Partiti
Unione degli Agricoltori della Lettonia
  Indipendente
  Unione dei Verdi e degli Agricoltori
  Partito Verde di Lettonia
| Presidente | Presidente | Presidente | Presidente                    | Partito                                 | Mandato       | Mandato       |
| Presidente | Presidente | Presidente | Presidente                    | Partito                                 | Inizio        | Fine          |
| ---------- | ---------- | ---------- | ----------------------------- | --------------------------------------- | ------------- | ------------- |
| 1          |            |            | Guntis Ulmanis (1939- )       | Unione degli Agricoltori della Lettonia | 8 luglio 1993 | 8 luglio 1999 |
| 2          |            |            | Vaira Vīķe-Freiberga (1937- ) | Indipendente                            | 8 luglio 1999 | 8 luglio 2007 |
| 3          |            |            | Valdis Zatlers (1955- )       | Indipendente                            | 8 luglio 2007 | 8 luglio 2011 |
| 4          |            |            | Andris Bērziņš (1944- )       | Unione dei Verdi e degli Agricoltori    | 8 luglio 2011 | 8 luglio 2015 |
| 5          |            |            | Raimonds Vējonis (1966- )     | Partito Verde di Lettonia               | 8 luglio 2015 | 8 luglio 2019 |
| 6          |            |            | Egils Levits (1955- )         | Indipendente                            | 8 luglio 2019 | 8 luglio 2023 |
| 7          |            |            | Edgars Rinkēvičs (1973- )     | Indipendente                            | 8 luglio 2023 | in carica     |